# Tumbespiewie
De Tumbespiewie (Contopus punensis) is een zangvogel uit de familie Tyrannidae (tirannen).

## Verspreiding en leefgebied
Deze soort komt voor in westelijk Ecuador en westelijk Peru.